# كالفرت إل. ويلي
كالفرت إل. ويلي (بالإنجليزية: Calvert L. Willey)‏ هو رجل غواصة وضابط أمريكي، ولد في 11 ديسمبر 1920، وتوفي في 12 أبريل 1994.